# Malta op de Olympische Zomerspelen 2024
Malta nam deel aan de Olympische Zomerspelen 2024 in Parijs.

## Aantal Deelnemers
Hieronder volgt een overzicht van de atleten die zich kwalificeerden voor de Olympische Zomerspelen van 2024.
| Sport       | Mannen | Vrouwen | Totaal |
| ----------- | ------ | ------- | ------ |
| Atletiek    | 1      | 0       | 1      |
| Judo        | 0      | 1       | 1      |
| Schietsport | 1      | 0       | 1      |
| Zwemmen     | 1      | 1       | 2      |
| Totaal      | 3      | 2       | 5      |

## Deelnemers en resultaten

### Atletiek

#### Loopnummers
Mannen
| Atleet       | Onderdeel | Voorronde | Voorronde | Series         | Series         | Herkansingen | Herkansingen | Halve finale   | Halve finale   | Finale         | Finale         |
| Atleet       | Onderdeel | Tijd      | Rang      | Tijd           | Rang           | Tijd         | Rang         | Tijd           | Rang           | Tijd           | Rang           |
| ------------ | --------- | --------- | --------- | -------------- | -------------- | ------------ | ------------ | -------------- | -------------- | -------------- | -------------- |
| Beppe Grillo | 100 m     | 10,69     | 5         | Niet geplaatst | Niet geplaatst | n.v.t.       | n.v.t.       | Niet geplaatst | Niet geplaatst | Niet geplaatst | Niet geplaatst |

### Judo
Vrouwen
| atleet           | onderdeel | eerste ronde           | tweede ronde         | kwartfinale          | halve finale         | herkansing           | finale / BM          | finale / BM    |
| atleet           | onderdeel | tegenstander uitslag   | tegenstander uitslag | tegenstander uitslag | tegenstander uitslag | tegenstander uitslag | tegenstander uitslag | rang           |
| ---------------- | --------- | ---------------------- | -------------------- | -------------------- | -------------------- | -------------------- | -------------------- | -------------- |
| Katryna Esposito | -48kg     | Bavuudorjiin V 00 - 10 | niet geplaatst       | niet geplaatst       | niet geplaatst       | niet geplaatst       | niet geplaatst       | niet geplaatst |

### Schietsport
Mannen
| atleet            | onderdeel | kwalificaties | kwalificaties | finale         | finale         |
| atleet            | onderdeel | punten        | rang          | punten         | rang           |
| ----------------- | --------- | ------------- | ------------- | -------------- | -------------- |
| Gianluca Chetcuti | trap      | 116           | 29            | niet geplaatst | niet geplaatst |

### Zwemmen
Mannen
| Atleet        | Onderdeel       | Series | Series | Halve finale   | Halve finale   | Finale         | Finale         |
| Atleet        | Onderdeel       | Tijd   | Rang   | Tijd           | Rang           | Tijd           | Rang           |
| ------------- | --------------- | ------ | ------ | -------------- | -------------- | -------------- | -------------- |
| Kyle Micallef | 50 m vrije slag | 22,89  | 41     | Niet geplaatst | Niet geplaatst | Niet geplaatst | Niet geplaatst |

Vrouwen
| atlete     | onderdeel         | series   | series | halve finale | halve finale | finale         | finale         |
| atlete     | onderdeel         | tijd     | rang   | tijd         | rang         | tijd           | rang           |
| ---------- | ----------------- | -------- | ------ | ------------ | ------------ | -------------- | -------------- |
| Sasha Gatt | 1500 m vrije slag | 17.00,54 | 16     | n.v.t.       | n.v.t.       | niet geplaatst | niet geplaatst |